# Gairsay
Gairsay (en nórdico antiguo Gáreksey) es una isla localizada en el archipiélago de las Órcadas, en Escocia. Pertenece a la parroquia de Rendall, y está situada a 1,5 millas (2,4 km) de la costa, entre las bahías de Firth y Kirkwall. Mide 3,2 km de largo y 1,6 km de ancho, con una pequeña colina de 100 m s. n. m. y un puerto llamado Millburn Bay (Bahía de Millburn) protegido por una península que recibe el nombre de  Hen of Gairsay (Gallina de Garisay).
Alberga una población formada por una única familia, la cual publica sus propios sellos postales.

## Historia
Según la Saga Orkneyinga, en tiempos pasados fue el refugio de invierno del caudillo Sweyn Asleifsson, uno de los últimos grandes piratas y mercenarios vikingos. Tenía una granja en el lugar, donde pasaba el invierno con sus hombres, y en primavera, hacía incursiones por las costas de Irlanda, Escocia e Inglaterra. Murió tratando de conquistar Dublín en el año 1171.

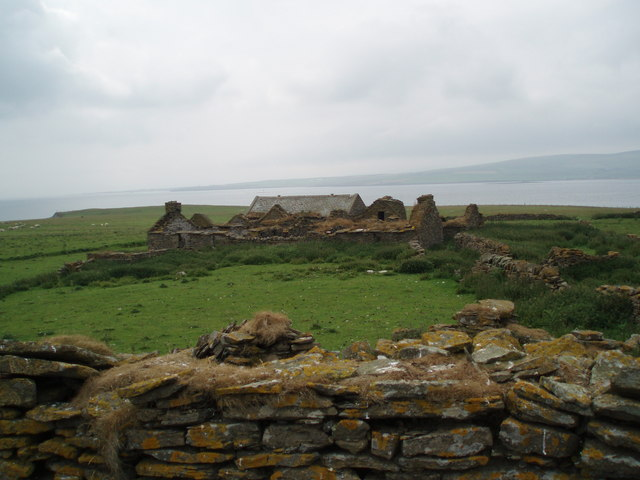
Restos de una antigua granja en Gairsay.

En el siglo XVII un comerciante, Sir William Craigie, construyó la mansión Langskaill sobre la granja de Sweyn Asleifsson, y se trasladó allí. Era miembro del Parlamento y murió en Edimburgo en 1712.
Según registros del censo, en 1831 había 69 personas viviendo en Gairsay, y 71 personas de quince familias en 1841. En el censo de 1841 se decía que la isla se destaca por la abundancia de algas marinas. Nadie ha hecho nada durante años para solucionarlo.
En 1851 sólo había 41 personas pertenecientes a seis familias en la isla, diez años más tarde la población se redujo a 34 personas de sólo cinco familias. En los últimos años la isla ha sido propiedad de una única familia, de nombre McGill, que compró la isla en 1968 y que trabaja la granja y emite sus propios sellos. Gairsay es una de las pocas islas escocesas que tiene permitido hacer esto debido a la falta de una delegación del servicio de correos.
El Diccionario topográfico de Escocia de Samuel Lewis (1846) comenta, en relación con Gairsay: "Gairsay, una isla, en la parroquia de Evie y Rendall, condado de Orkney; que contiene 71 habitantes. Ésta es una isla del grupo de Orkney, de unas cuatro millas (seis kilómetros) de perímetro, y separada por un estrecho de Rendall. Consta principalmente de una colina cónica de considerable altura; todo el lado oeste es bastante empinado, pero hacia el este es más llano y fértil, y en esta zona, y en el sur, las tierras están bastante bien cultivadas. [Tiene] un pequeño puerto llamado Mill-Burn, perfectamente asegurado por todos lados por la propia isla y por una encina, que cubre la entrada al sur, dejando a cada lado un paso hasta el lugar de fondeo.